# Wojna polsko-turecka (1672–1676)

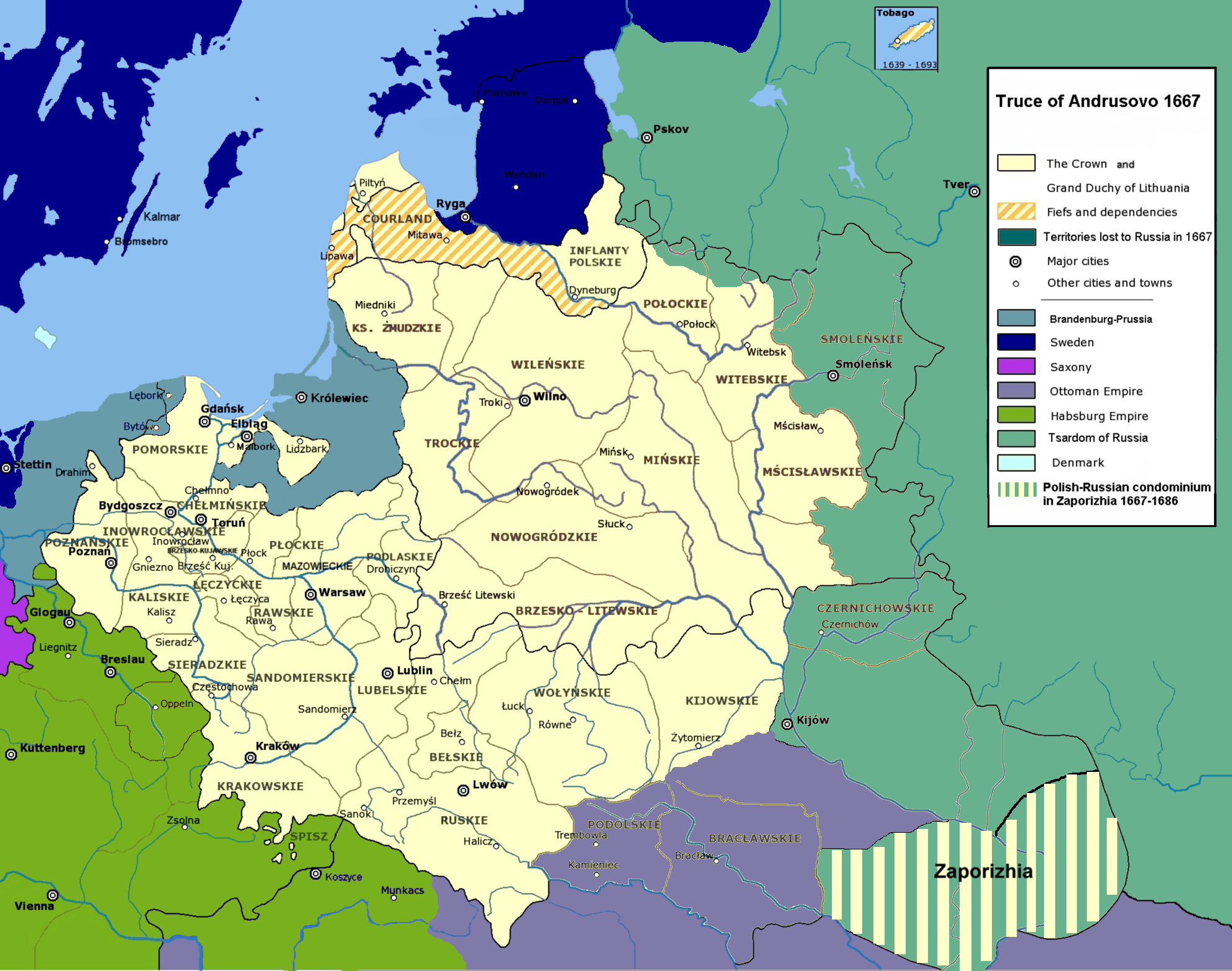
Rzeczpospolita po podpisaniu pokoju w Buczaczu w 1672 roku

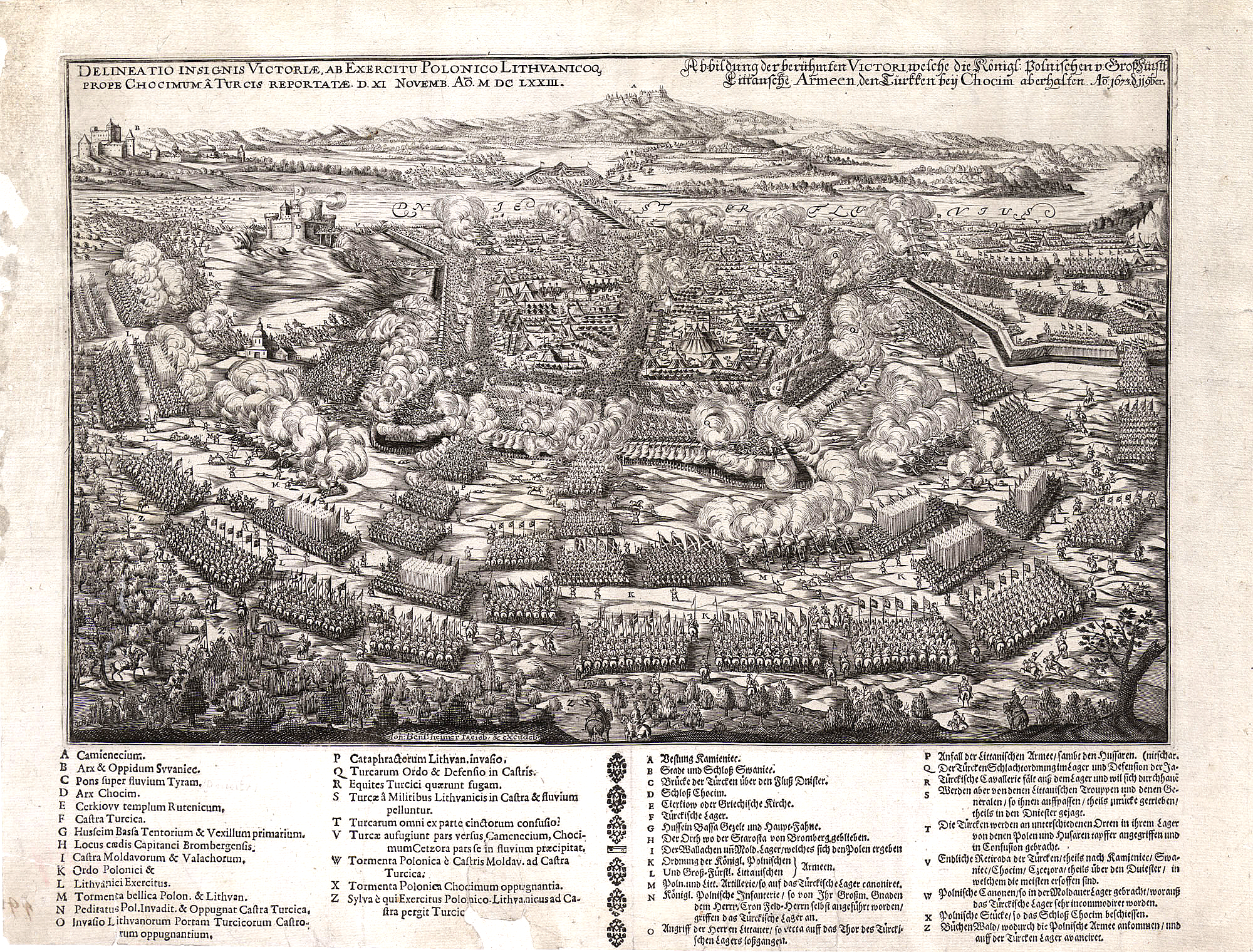
Bitwa pod Chocimiem (1673)

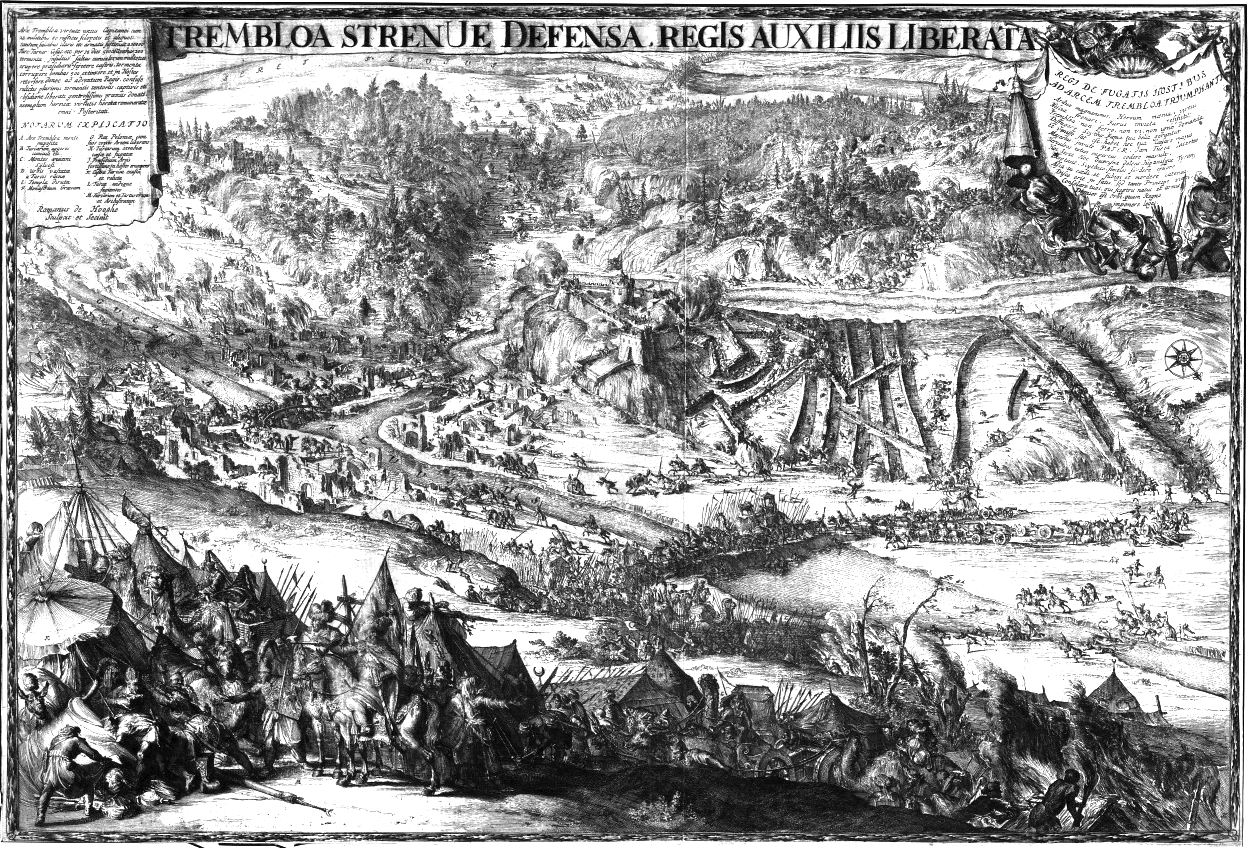
Romeyn de Hooghe, Odsiecz Trembowli 1675

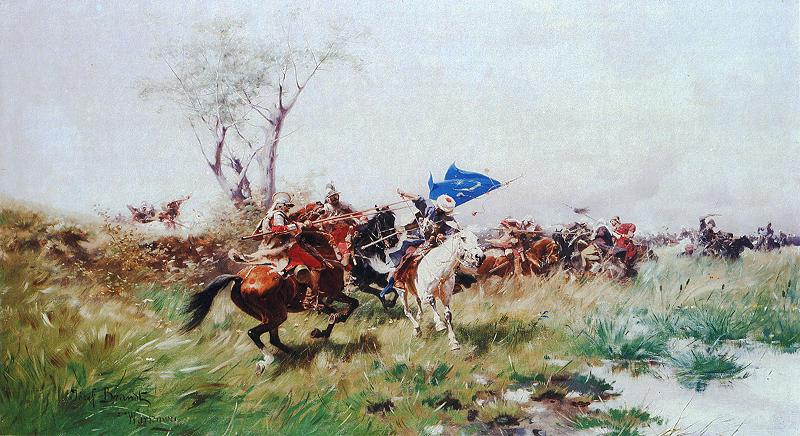
Józef Brandt, Atak kawalerii

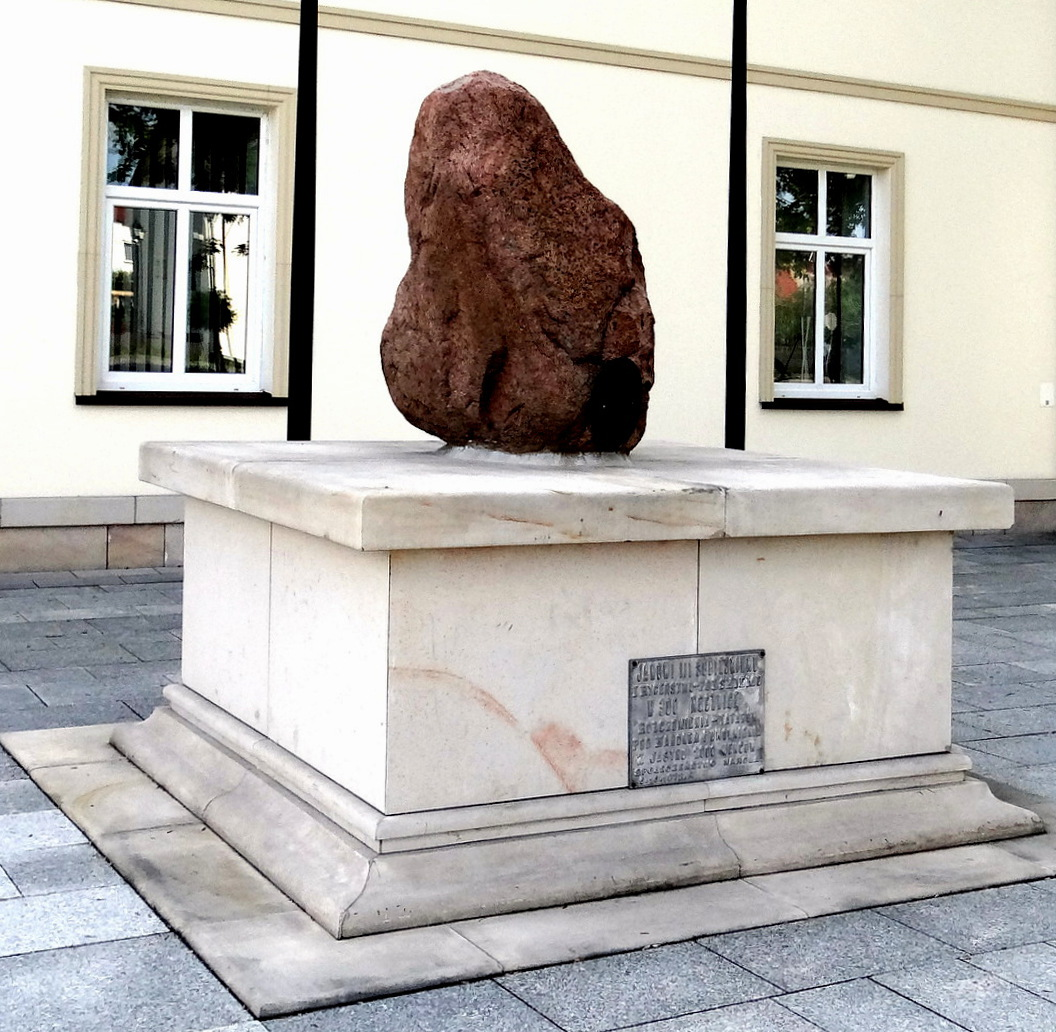
Pomnik w Narolu ku czci Jana III Sobieskiego, upamiętniający zwycięstwo nad Tatarami

Wojna polsko-turecka 1672–1676, także wielka wojna turecka – wojna pomiędzy Rzeczpospolitą a Imperium Osmańskim i sprzymierzonym z nim Chanatem Krymskim.

## Przyczyny konfliktu
Bezpośrednią przyczyną wojny były działania wojsk koronnych na Ukrainie wymierzone przeciw Tatarom i hetmanowi kozackiemu Piotrowi Doroszence, który w 1666 roku uznał zwierzchnictwo Turcji. Początkowo Turcy byli zajęci wojną z Wenecją (VI wojna wenecko-turecka) i Cesarstwem (IV wojna austriacko-turecka), toteż do walki z Rzecząpospolitą skierowali Tatarów (Wojna polsko-kozacko-tatarska 1666–1671). Z całą potęgą wystąpili w 1672 roku, a pretekstem była pomoc dla Doroszenki.

## Przebieg działań wojennych

### Działania w 1672 roku
Doroszenko i Tatarzy 18 lipca pobili pod Ładyżynem grupę jazdy polsko-kozackiej, natomiast w sierpniu potężna armia turecka pod wodzą sułtana Mehmeda IV i wezyra Ahmeda Köprülü wkroczyła na Podole i przystąpiła do oblężenia Kamieńca Podolskiego. Pogrążona w walkach wewnętrznych Rzeczpospolita, gdzie szlachta popierająca króla Michała Korybuta Wiśniowieckiego walczyła z grupą magnatów, była absolutnie nieprzygotowana do wojny. Po krótkim oblężeniu Turcy zdobyli Kamieniec Podolski, by następnie ruszyć na Lwów, który oblegli 20 września. W tym czasie Tatarzy przystąpili do pustoszenia obszarów leżących między Sanem, Wieprzem i Bugiem. W październiku pobił Tatarów hetman wielki koronny Jan Sobieski (wyprawa na czambuły), jednak nie zmieniło to faktu, że Rzeczpospolita nie była w stanie przeciwstawić się armii tureckiej. Efektem tego był traktat zawarty w Buczaczu (1672), w którym Rzeczpospolita odstąpiła Turcji Podole z Kamieńcem Podolskim oraz część prawobrzeżnej Ukrainy. Zobowiązała się także płacić coroczny haracz w wysokości 22 000 dukatów.

### Działania w 1673 roku
Ponieważ sejm nie ratyfikował buczackiego traktatu, wojna była kontynuowana. W 1673 roku znacząco powiększone dzięki nowym zaciągom wojsko polskie i litewskie przeszło do ofensywy. Naczelny wódz Jan Sobieski 11 listopada odniósł nad armią turecką wielkie zwycięstwo pod Chocimiem. Po tym sukcesie Sobieski zamierzał opanować Mołdawię, by główne działania wojenne ominęły ziemie ukraińskie, jednak na skutek oporu hetmana wielkiego litewskiego Michała Kazimierza Paca i dezercji części sił koronnych zdobył tylko kilka większych ośrodków: Chocim, Suczawę, Neamț i Jassy (te ostatnie na krótko, bo ich załoga wkrótce wycofała się pod naciskiem Tatarów).

### Działania w 1674 roku
Z powodu bezkrólewia po śmierci Michała Korybuta Wiśniowieckiego Rzeczpospolita znalazła się trudnej sytuacji. W okresie od 20 kwietnia do 9 czerwca w Warszawie obradował sejm elekcyjny. Dnia 21 maja królem wybrano hetmana Sobieskiego. Wojska tureckie na czele z sułtanem, wezyrem i kajmakamem Karą Mustafą ruszyły z nową wyprawą na Rzeczpospolitą i na nowo opanowały Suczawę, Neamț i Chocim. Wtedy jednak nastąpiła zmiana planów. Było to spowodowane faktem, że z wojną przeciwko Turcji wystąpiła Rosja (wojna rosyjsko-turecka (1674–1681)), której wojska latem dokonały inwazji na prawy brzeg Dniepru (bitwa pod Śmiałą) i wobec powszechnego poparcia tamtejszych Kozaków (masowo odstępujących od Doroszenki), zajęły całe Prawobrzeże. W odpowiedzi sułtan nakazał marsz "na Kijów" i "odbicie" Ukrainy. Turcy, wyruszywszy w sierpniu i pustosząc zbuntowany kraj (zdobyto i zrujnowano m.in. Ładyżyn i Humań), podeszli pod Czehryń i do października 1674 roku przywrócili władzę hetmana Doroszenki. Następnie wobec zbliżających się chłodów pozostawili załogi pod dowództwem paszów (co być może - wobec kompromitacji Doroszenki - wiązało się z planem bezpośredniego włączenia Prawobrzeża do Turcji) po czym - obładowani łupem i jasyrem - ruszyli w drogę powrotną nad Dniestr. Na Ukrainie, na leżach zimowych, pozostali Tatarzy.
Sytuację postanowił wykorzystać Sobieski, który stał z armią pod Złoczowem. Jego pierwotnym zamierzeniem był atak na cofające się wojska sułtańskie jednak przedwczesny wypad grupy Stefana Bidzińskiego pod Kamieniec uprzedził Turków i przyspieszył ich wycofanie za Dniestr. Wyruszywszy spod Złoczowa 25 października, i kierując się przez Trembowlę, król dotarł pod Bar, gdzie zjawiły się także, idące z Polesia, wojska litewskie. Dnia 12 listopada, po krótkim oblężeniu, wzięto Bar. Następnie wojska polskie zajęły Winnicę, Kalnik, Bracław, Niemirów, Mohylów, Raszków i wiele innych miast, tak że na przełomie 1674 i 1675 roku całe Prawobrzeże, poza Czehryniem, Korsuniem i Pawołoczą (ta ostatnia została jednak zajęta w marcu przez hetmana polnego litewskiego Michała Kazimierza Radziwiłła), przeszło w polskie ręce. Na opanowanych terenach wojska koronne rozłożyło się na leżach zimowych, król założył swoją kwaterę w Bracławiu, natomiast, niechętny królowi hetman Pac odszedł na Litwę.

### Działania w 1675 roku
Wiosną 1675 roku na polskie sukcesy Turcy odpowiedzieli kolejną ofensywą. Armia osmańska pod wodzą sułtańskiego zięcia, serdara Ibrahima Szyszmana ("Tłuściocha"), paszy Aleppo, ruszyła znad Dunaju. Tatarzy pod wodzą chana Selima Gireja wkroczyli na Dzikie Pola i prawobrzeżną Ukrainę, po czym rozłożyli obozowiska pod Śmiałą (kwiecień). Wojska polskie już w lutym opuściły leża zimowe i ruszyły w okolice Lwowa. Zamki od Pawołoczy po Mohylów obsadzali już tylko Kozacy Ostapa Hohola, wiernego Polsce hetmana nakaźnego. Król wyruszywszy 12 kwietnia z Bracławia, przez Pieczarę i Latyczów, dotarł 23 kwietnia do Złoczowa, gdzie nastąpiła koncentracja części wojsk polskich. Pozostałe punkty zgromadzeń znajdowały się w Brodach (hetman polny koronny Dymitr Wiśniowiecki), Brzeżanach (chorąży wielki koronny Mikołaj Sieniawski) i Stanisławowie. Z tych czterech głównych punktów oporu miały wychodzić kontrataki wobec działań nieprzyjaciela. Król (zostawiwszy w Złoczowie wojewodę ruskiego Stanisława Jabłonowskiego) na czele reszty sił, przez Sasów, Żółkiew i Jaworów (był tam 20 maja i ponownie 11 czerwca dla podpisania układu z posłem francuskim) dotarł pod Lwów. 
W tym czasie Tatarzy stanęli koszem pod Czarnym Ostrowem, Turcy zaś przeszli Dniestr na pontonowym moście w okolicy Tehini, po czym zdobyli Raszków (na przełomie maja i czerwca) oraz Mohylów (obydwa zdobyte szturmem). Najeźdźcom oparły się Bar (pomimo że jego załoga była uszczuplona o dwa pułki brandenburskie, które odeszły na początku 1675 roku), Międzybóż i Konstantynów. Pod Ożegowcami, Beresteczkiem, Knichyninem i Krasiłowem doszło do potyczek wojsk polskich z Tatarami. Turcy dotarli do Manaczynu, który spalili. Stąd już, połączywszy się na początku lipca z Tatarami, wspólnie kierując się Czarnym Szlakiem i paląc Wołoczyska i Ożegowce, dotarli pod Zbaraż (poddany przez chłopów 27 lipca). Tu armia turecka zatrzymała się na dłuższy postój rozkładając na szerokich leżach aż po Tarnopol. Pod Zbarażem do armii Ibrahima Szyszmana dołączyła też (zajmując po drodze Husiatyn) turecka grupa wsparcia (Dniestr przeszła mostem przeniesionym przez Mołdawian z Tehini pod Chocim). Jednocześnie Ibrahim Szyszman marnował czas nakazując zdobywanie "mniejszych w około zameczków, pod które różnych porozsyłał baszów". Tatarzy rozłożyli się dla wypoczynku na obszarze od Zborowa po Jeziorną. Turecko-tatarskim najeźdźcom oparły się Załośce, Oleksińce, Ławra w Poczajowie (23 lipca, co uznano za cud), Skałat, Janów, Budzanów i Świrz. Padł natomiast Tarnopol, Wiśniowiec, Mikulińce, Buczacz i Zawałów. Tatarzy zostali odparci spod Złoczowa i Brzeżan, przeszli jednak Dniestr, spalili Wojniłów i spustoszyli Pokucie. Dnia 20 sierpnia do Lwowa (mimo bliskości nieprzyjaciela) przybyła królowa z dziećmi chcąc towarzyszyć królowi w trudach wojennych. 
Największa bitwa tej kampanii stoczona została pod Lesienicami (24 sierpnia). Wojska polskie pod dowództwem króla rozbiły w niej część wojsk tatarskich, które pod wodzą nuradyna sułtana Safy Gireja i sułtana Hadży Gireja ruszyły w kierunku Lwowa. W związku z tą klęską oraz w obliczu nadchodzącej jesieni Ibrahim Szyszman zrezygnował z dalszego marszu w kierunku zachodnim. Po zdobyciu Pomorzan obległ i zajął zamek w Podhajcach (9-11 września) oraz obległ zamek w Trembowli (20 września - 11 października). Po fiasku oblężenia i wobec nadchodzących chłodów oraz w obawie przed odsieczą Sobieskiego Turcy wycofali się za Dniestr. Skutkiem kampanii, oprócz ogromnych zniszczeń i wziętego jasyru, było też ponowne wzmocnienie władzy Doroszenki na Prawobrzeżu (choć tylko na części jego terytorium).

### Działania w 1676 roku
W sierpniu 1676 roku, w związku z nową ofensywą turecką, armia turecko-tatarska wkroczyła na Pokucie i maszerowała w kierunku Stanisławowa. Sobieski po bitwie z Tatarami pod Wojniłowem stawił opór przeważającej armii turecko-tatarskiej pod Żurawnem. Po blisko trzech tygodniach zaciętych walk zawarty został 17 października 1676 rozejm w Żurawnie, który przerwał działania wojenne.
W wojnie tej wojska polskie dla obrony przed licznymi czambułami tatarskimi działały w silnym rozproszeniu. Błyskawiczne, nocne marsze komunikiem często kończyły się zaskoczeniem i zmuszeniem nieuchwytnych Tatarów do bitwy. Dowodzona przez Sobieskiego armia koronna prowadziła działania z zastosowaniem samodzielnej straży przedniej, której zadaniem było stworzenie jak najlepszych warunków dla wejścia sił głównych. Kampania chocimska z 1673 roku jest przykładem znakomicie przeprowadzonego manewru po liniach wewnętrznych nieprzyjaciela z zamiarem całkowitego zniszczenia jego głównych sił. Pod Żurawnem z kolei zamknięta w warownym obozie armia polska dała przykład wysokich umiejętności w działaniach obronnych.

## Chronologia wojny
- bitwa pod Ładyżynem lub pod Czetwertynówką (18 lipca 1672)
- bitwa pod Humaniem (1672)
- oblężenie Kamieńca Podolskiego (18–27 sierpnia 1672)
- bitwa pod Korcem (1672)
- oblężenie Lwowa (20 września – 6 października 1672)
- Wyprawa Sobieskiego na czambuły tatarskie (5–14 października 1672)
- bitwa pod Krasnobrodem (5–6 października 1672)
- bitwa pod Narolem (6 października 1672)
- bitwa pod Niemirowem (7 października 1672)
- bitwa pod Komarnem (9 października 1672)
- bitwa pod Petranką (14 października 1672)
- bitwa pod Kałuszem (1672)
- bitwa pod Chocimiem (11 listopada 1673)
- bitwa pod Bilczami (13 marca 1674)
- oblężenie Baru (9 – 12 listopada 1674)
- bitwa pod Lesienicami (22 sierpnia 1675)
- oblężenie Trembowli (20 września – 11 października 1675)
- bitwa pod Wojniłowem (24 września 1676)
- bitwa pod Żurawnem (25 września – 14 października 1676)

## Odniesienia w kulturze
Wojna polsko-turecka z lat 1672-1676, a dokładnie jej pierwszy etap (lata 1672-1673) została uwieczniona w powieści Pan Wołodyjowski Henryka Sienkiewicza oraz jej późniejszych ekranizacjach (film Pan Wołodyjowski Jerzego Hoffmana oraz serial Przygody Pana Michała Pawła Komorowskiego). Do wydarzeń z okresu tej wojny nawiązują też powieści Król Piast i Adama Polanowskiego, dworzanina króla Jegomości Jana III notatki Józefa Ignacego Kraszewskiego oraz Trembowla Zofii Kossak, a także opowiadanie Marii Krüger Jasny warkocz Marcynki ze zbioru Złota korona. Opowiadania z historii Polski oraz wiersz Andrzeja Waligórskiego Pieśń o obronie Trembowli śpiewany przez Tadeusza Chyłę.